# Neu Abdominaux Dangereux
I Neu Abdominaux Dangereux, precedentemente noti come Niù Abdominaux Dangereux, conosciuti anche con la sigla NAD o N.A.D., sono un gruppo musicale jazz e avant-garde fondato a Verona nel 1987 e attivo fino al 1990, per poi riformarsi nel 2014.

## Storia
Il nucleo storico del gruppo è formato da Nicola Salerno (già impegnato in altri progetti come il gruppo RADAR all'inizio degli anni '80) e Roberto Zorzi (che comparirà anche in molte altre collaborazioni con musicisti come Percy Jones, La 1919, Henry Kaiser, Andrea Centazzo ed altri).
Una delle particolarità della formazione originale era l'utilizzo di improbabili pseudonimi da parte dei suoi membri: Fantasio Manlio Fox (Roberto Zorzi), Nijk Salerchia (Nicola Salerno), Ricoh Screw Poloso (Enrico Terragnoli), Bert Willie Bevilacopia (Alberto Olivieri), Egi Qselly (Egidio Zancanari).
Oltre a diversi concerti live, il gruppo realizza un album (Ghosts, registrato a fine 1988 tra Modena e New York e pubblicato nel 1989) che riceve numerose recensioni positive grazie anche al ricco cast di ospiti italiani e stranieri: Riccardo Bianchi, Denardo Coleman (figlio di Ornette Coleman), Fred Frith, Zamir Ahmad Khan, Elliott Sharp, Christian Marclay, Zeena Parkins, Sonny Sharrock, Umbi Maggi ed Henry Kaiser.
Il disco - originariamente pubblicato dall'italiana Heron Music in LP e CD - viene ripubblicato lo stesso anno in Germania da ITM Records, etichetta con un ricco catalogo jazz, in edizione CD analoga a quella italiana; nel 1995 viene riproposto da un'altra label tedesca, Basic, nuovamente in CD e con una diversa grafica di copertina, ma senza il consenso del gruppo. Del 2016 la versione remaster pubblicata da Kutmusic, con una tracklist leggermente diversa: al posto di Marina Goes to Hollywood, composta da Zorzi e presente nelle versioni precedenti dell'album, viene inserita una versione live di I am the Walrus incisa nel 1990 ed originariamente inclusa in un doppio LP del 1990 (Verona, Dedicato A John Lennon) realizzato da artisti della scena musicale veronese, con brani del repertorio dei Beatles.
Nel 2012 Enrico Merlin - musicista e storico della musica del '900 - include Ghosts dei NAD nel volume 1000 dischi per un secolo, edito da Il Saggiatore.
Nel 2014 i NAD (la cui sigla viene ora stabilmente interpretata come Neu Abdominaux Dangereux) realizzano un secondo album a distanza di 25 anni dalla prima uscita: DangereuXorcisms. Il disco è stato pubblicato su etichetta CKC, distribuito da I.R.D. per il formato CD, e Kutmusic per la versione digitale. Oltre a Salerno e Zorzi, anche questo album vede una lunga lista di ospiti e collaboratori: Michael Manring, Mauro Ottolini, Scott Amendola, Giovanni Albertini, Pino Dieni, Henry Kaiser, Marco Pasetto, Rova Saxophone Quartet, Garvey Salerno e lo stesso Enrico Merlin, invitato dal gruppo a collaborare.
Il disco presenta anche alcune voci campionate quali quella di Totò, del generale Edmondo Bernacca (al quale viene dedicato un brano che cita la sigla del programma Che tempo fa ed il cui videoclip è pubblicato in occasione del centenario della nascita) e della pornostar Baby Pozzi, sorella della più nota Moana (in Brasilia Carnavaux, remake di Brasilia Carnaval, vecchio successo dei Chocolat's).
Oltre a numerosi passaggi radiofonici in Italia (in particolare del brano Arrivederla Eccellenza!), il disco ottiene buoni riscontri in vari paesi esteri, con airplay radiofonico in paesi come Stati Uniti, Sudafrica, Paesi Bassi.
Del 2016 è il singolo satirico M.R. Go Home!, con la partecipazione di Nicola Canteri, che abbina una base elettronica e i rumorismi chitarristici di Zorzi ed una voce giapponese che invita il premier Matteo Renzi a farsi da parte. Sempre nello stesso anno viene riproposto, nel solo formato digitale, Ghosts in versione rimasterizzata e con tracklist diversa.
Il 2017 vede l'uscita di un nuovo album su cd, Post Kali Yuga, ancora su Kutmusic e presenta composizioni originali oltre alla cover di Wig Wise di Duke Ellington.
Zorzi e Salerno sono affiancati nuovamente da un assortito cast di ospiti: Boris Savoldelli (voce), Ben Weiss Levi (sax tenore), Marco Pasetto (clarinetto e sax alto), Pino Dieni (chitarra e daxophone), Plinio Carrozza (violino) e cameo di Enrico Merlin (chitarra) e Mauro Ottolini (trombone).
Le grafiche di copertina di tutti gli album dei NAD (realizzate dallo stesso Nicola Salerno) hanno la particolarità di essere ispirate alle opere del futurista Fortunato Depero.
Nicola Salerno è deceduto a Verona nella notte tra il 10 e l'11 giugno 2020.
Un ultimo album dei NAD ("Nadexit") è stato completato ma è al momento inedito.

## Formazione

### Formazione originale
- Nicola Salerno: sampling, sintetizzatore
- Roberto Zorzi: chitarra elettrica e acustica
- Enrico Terragnoli: chitarra elettrica
- Egidio Zancanari: basso
- Alberto Olivieri: batteria, percussioni

### Formazione 2014
- Nicola Salerno
- Roberto Zorzi

## Discografia parziale

### Album
- 1989 - Ghosts
- 2014 - DangereuXorcisms
- 2016 - Ghosts (Remaster 2016)
- 2017 - Post Kali Yuga

### Singoli
- 2016 - M.R. Go Home!

### Partecipazioni
- 1990 - AA.VV. Verona, dedicato a John Lennon con il brano I am the Walrus

## Citazioni e omaggi
- I NAD sono tra gli artisti citati nel film documentario Solchi Sperimentali Italia - The Movie, di Antonello Cresti e Francesco Paladino, pubblicato nel 2017.[14].